# اتو، میشیگان
اتو (به انگلیسی: Otto Township) یک منطقهٔ مسکونی در ایالات متحده آمریکا است که در شهرستان اوشنا، میشیگان واقع شده‌است.
 اتو ۹۳٫۱ کیلومتر مربع مساحت و ۸۲۶ نفر جمعیت دارد و ۲۰۳ متر بالاتر از سطح دریا واقع شده‌است.